# Diana Santos (futsal)
Diana Santos (Caxias do Sul, 31 de março de 1992), é uma jogadora profissional de futsal que atualmente joga no Marbel Bitonto C5, da Itália. Ela também defende a Seleção Brasileira e já foi quatro vezes campeã mundial pelo Brasil.

## História e início de carreira
Natural de Caxias do Sul, Rio Grande do Sul, Diana começou jogando bola na rua ao lado de seu irmão. Sua primeira experiência no futebol veio aos 13 anos de idade, quando entrou para a equipe feminina de campo do Juventude. Dois anos depois, com a camisa do Kindermann, Diana conquistou seus primeiros títulos: duas edições da Taça Brasil, disputadas em Estância Velha em 2008 e 2009.

## Conquistas e Seleção Brasileira
Em 2010, a atleta se transferiu para o Barateiro e conquistou duas vezes o campeonato mundial com o time universitário, além de conseguir chegar à Seleção Brasileira.
Para a temporada de 2017, Diana optou por se mudar para a equipe do Leoas da Serra depois de sete anos com o Barateiro. Nesse período, a atleta figurou três vezes na lista de 10 melhores jogadoras de futsal feminino do mundo nas temporadas 2016, 2017 e 2018.
No ano de 2021, a atleta foi para a equipe do Pato Futsal para disputar a Série Ouro do Campeonato Paranaense de Futsal Feminino. Já no final daquele ano, acertou sua transferência para o Marbel Bitonto C5 para viver sua primeira experiência fora do Brasil.[carece de fontes?]
Na primeira temporada pelo Bitonto, terminou em terceiro lugar na liga nacional, chegou até as quartas de final da Copa Itália e foi eleita a melhor jogadora da equipe na campanha 2021/22. Além disso, mesmo sendo fixa, marcou 11 gols em 24 partidas.
Pela Seleção Brasileira, Diana é convocada regularmente desde 2012. Ela já conquistou quatro vezes o mundial de futsal feminino (2012, 2013, 2014, 2015), duas vezes a Copa América (2017 e 2019) e uma vez o Grand Prix (2019).

## Apoio familiar
Desde pequena, Diana recebeu bastante apoio de sua família, sobretudo de seus pais e avós que costumavam organizar almoços para arrecadar fundos para que ela pudesse jogar.

## Títulos
Barateiro
- Taça Brasil de Clubes Sub-20: 2012
- Taça Brasil Adulta de Clubes: 2013 e 2015
- Liga Nacional de futsal: 2014
- Copa Libertadores de futsal: 2015 e 2016

Leoas da Serra
- Copa do Brasil de futsal: 2017
- Copa Libertadores de futsal: 2018
- Taça Brasil Adulta de Clubes: 2019
- Copa Intercontinental: 2019
- Copa das Campeãs: 2019

Seleção Brasileira
- Copa do Mundo de futsal: 2012, 2013, 2014 e 2015
- Copa do Mundo Universitária: 2014 e 2016
- Copa América: 2017 e 2019
- Grand Prix: 2019

### Títulos individuais
- Artilheira da Libertadores de 2016
- Artilheira do Estadual Adulto Catarinense de 2017
- Artilheira da Copa das Campeãs de 2019